# Španska kolonizacija Amerik
Španska kolonizacija Amerik se je začela leta 1493 na karibskem otoku Hispaniola po prvem potovanju genovskega pomorščaka Krištofa Kolumba leta 1492 po naročilu kastiljske kraljice Izabele I. Ta čezmorska ozemlja Španskega imperija so bila pod jurisdikcijo kastiljske krone, dokler zadnje ozemlje ni bilo izgubljeno leta 1898. Španci so videli gosto populacijo domorodnih ljudstev kot pomemben gospodarski vir, ozemlje pa naj bi potencialno ustvarjalo veliko bogastvo za posamezne Špance in krono. Vera je igrala pomembno vlogo pri španskem osvajanju in vključevanju avtohtonih ljudstev, ki jih je mirno ali na silo pripeljala v katoliško cerkev. Krona je ustvarila civilne in verske strukture za upravljanje velikega ozemlja. Španski kolonisti so se v največjem številu naselili tam, kjer je bilo gosto avtohtono prebivalstvo in kjer so obstajali dragoceni viri za pridobivanje.
Španski imperij se je razširil čez Karibske otoke, polovico Južne Amerike, skoraj celotno Srednjo Ameriko in večino Severne Amerike. Ocenjuje se, da se je v kolonialnem obdobju (1492–1832) v Ameriki naselilo skupno 1,86 milijona Špancev, nadaljnjih 3,5 milijona pa se jih je priselilo v postkolonialnem obdobju (1850–1950); ocena je 250.000 v 16. stoletju in večina v 18. stoletju, saj je priseljevanje spodbujala nova dinastija Bourbon.
Nasprotno pa se je avtohtono prebivalstvo v prvem stoletju in pol po Kolumbovih potovanjih strmo zmanjšalo za približno 80 %, predvsem zaradi širjenja nalezljivih bolezni. Prakse, kot sta prisilno delo in suženjstvo za pridobivanje virov ter prisilna preselitev v nove vasi in kasnejše misijone, so bile običajne v prvih desetletjih kolonizacije. Zaskrbljena zaradi strmega padca domorodnega prebivalstva in poročil o izkoriščanju njihovega dela s strani naseljencev je krona uvedla zakone za zaščito svojih na novo spreobrnjenih domorodnih vazalov. Evropejci so uvozili zasužnjene Afričane v zgodnje karibske naselbine, da bi nadomestili domorodno delovno silo, zasužnjeni in svobodni Afričani pa so bili del prebivalstva kolonialne dobe. V kolonialnem obdobju je nastalo rasno mešano prebivalstvo.
V začetku 19. stoletja so špansko-ameriške vojne za neodvisnost povzročile odcepitev večine španske Amerike in ustanovitev neodvisnih držav. Kuba in Portoriko sta bila izgubljena za Združene države leta 1898 po špansko-ameriški vojni, ki je končala njihovo kolonialno vladavino v Amerikah.

## Imperialna ekspanzija
Širitev španskega ozemlja je potekala pod katoliškima monarhoma Izabelo I. Kastiljsko in njenim možem Ferdinandom II. Aragonskim, čigar poroka je zaznamovala začetek španske moči onkraj Iberskega polotoka. Sledili so politiki skupne vladavine svojih kraljestev in ustvarili začetno fazo enotne španske monarhije, dokončane pod monarhi Bourboni v 18. stoletju. Prva širitev ozemlja je bila osvojitev muslimanskega emirata Granada 1. januarja 1492, vrhunec krščanske ponovne osvojitve Iberskega polotoka, ki so ga zasedali muslimani od leta 711. 31. marca 1492 je katoliški monarh ukazal izgon Judov v Španiji, ki se niso hoteli spreobrniti v krščanstvo. 12. oktobra 1492 je genovski pomorščak Krištof Kolumb pristal na zahodni polobli in leta 1493 se je začela stalna španska poselitev Amerike.
Kastiliji in Aragoniji sta skupaj vladala njuna monarha, vendar sta ostali ločeni kraljestvi. Ko sta katoliška monarha uradno odobrila načrte za Kolumbovo potovanje, da doseže Indijo z jadranjem proti zahodu, je financiranje prispelo od kastiljske kraljice. Dobiček od španske ekspedicije je stekel v Kastilijo. Kraljevina Portugalska je dovolila vrsto potovanj ob afriški obali in ko so zaokrožili južni del, so lahko pluli do Indije in naprej proti vzhodu. Španija je iskala podobno bogastvo in dovolila Kolumbovo potovanje proti zahodu. Ko je prišlo do španske naselitve na Karibih, sta Španija in Portugalska formalizirali delitev sveta med njima v pogodbi iz Tordesillasa iz leta 1494. Globoko pobožna Izabela je širitev španske suverenosti videla neločljivo povezano z evangelizacijo nekrščanskih ljudstev, tako imenovano »duhovno osvajanje« z vojaškim osvajanjem. Papež Aleksander VI. je s papeškim dekretom Inter caetera z dne 4. maja 1493 razdelil pravice do zemljišč na zahodni polobli med Španijo in Portugalsko pod pogojem, da bosta širili krščanstvo. Te formalne dogovore med Španijo, Portugalsko in papežem so druge evropske sile prezrle, tako da so Francozi, Angleži in Nizozemci zavzeli ozemlja na Karibih in v Severni Ameriki, ki jih je zahtevala Španija, vendar niso bila učinkovito poravnana. Zahteva Portugalske po delu Južne Amerike v skladu s pogodbo iz Tordesillasa je povzročila ustanovitev portugalske kolonije Brazilije. Čeprav je bilo med vladavino Karla V. Španski imperij prvi, ki so ga poimenovali Imperij, nad katerim sonce nikoli ne zaide, je pod Filipom II. stalna kolonizacija Filipinskega otočja to dokazljivo potrdila.

### Splošna načela širitve
Španska ekspanzija je bila včasih jedrnato povzeta, kot da jo je motiviralo »zlato, slava, Bog«, to je iskanje materialnega bogastva, krepitev položaja osvajalcev in krone ter širitev krščanstva do izključitve druge verske tradicije. Pri razširitvi španske suverenosti na njena čezmorska ozemlja je bila oblast za ekspedicije (entradas) odkrivanja, osvajanja in naseljevanja v monarhiji. Odprave so zahtevale pooblastilo krone, ki je določala pogoje takšne odprave. Skoraj vse odprave po Kolumbovih potovanjih, ki jih je financirala kastiljska krona, so bile izvedene na stroške vodje odprave in njenih udeležencev. Čeprav se udeleženci, konkvistadorji, zdaj pogosto imenujejo 'vojaki', to niso bili plačani vojaki v vrstah vojske, temveč vojaki sreče, ki so se pridružili ekspediciji s pričakovanjem, da bodo od nje imeli dobiček. Vodja odprave, adelantado, je bil senior z materialnim bogastvom in ugledom, ki je lahko prepričal krono, da mu izda licenco za odpravo. Na odpravo je moral privabiti tudi udeležence, ki so v pričakovanju uspeha odprave zastavili lastna življenja in skromno bogastvo. Vodja odprave je večji delež kapitala zastavil podjetju, ki je v marsičem delovalo kot trgovsko podjetje. Po uspehu odprave so vojni plen razdelili sorazmerno z zneskom, ki ga je udeleženec prvotno zastavil, pri čemer je največji delež prejel vodja. Udeleženci so sami priskrbeli svoje oklepe in orožje, tisti, ki so imeli konja, pa so prejeli dva deleža, enega zase, drugega pa ob priznavanju vrednosti konja kot vojnega stroja. Za osvajalno dobo sta splošno znani dve imeni Špancev, ker sta vodila osvajanja visokih avtohtonih civilizacij, Hernán Cortés, vodja odprave, ki je osvojila Azteke v osrednji Mehiki, in Francisco Pizarro, vodja osvajanja Inkov v Peruju. Španski osvajalci so izkoristili domorodna rivalstva, da so sklenili zavezništva s skupinami, ki so videle prednost za svoje cilje. To je najbolj jasno razvidno iz osvajanja Mehike z zavezništvom mesta-države Nahua Tlaxcala proti Azteškemu imperiju, kar je prineslo trajne koristi njim in njihovim potomcem.

### Karibski otoki in španska Maina
Vzorci prvih španskih naselbin na Karibih so se tam obdržali in imeli trajen vpliv na Španski imperij. Vse do svoje smrti je bil Kolumb prepričan, da je dosegel Azijo, Indijo. Iz tega napačnega dojemanja so Španci domorodna ljudstva Amerike poimenovali Indijanci (indios), s čimer so množico civilizacij, skupin in posameznikov strnili v eno kategorijo. Španska kraljeva vlada je svoje čezmorske posesti imenovala Indija, dokler njen imperij v 19. stoletju ni razpadel.
Ker na Karibih ni bilo integrirane avtohtone civilizacije, kakršno najdemo v Mehiki in Peruju, ni bilo španskega osvajanja domorodnih ljudstev v velikem obsegu, je pa bil domorodni odpor proti španski kolonizaciji. Kolumb je opravil štiri potovanja v Zahodno Indijo, saj so monarhi Kolumbu podelili velika pooblastila za upravljanje nad tem neznanim delom sveta. Kastiljska krona je financirala več njegovih čezatlantskih potovanj, vzorec, ki ga drugje ne bi ponovili. Učinkovita španska poselitev se je začela leta 1493, ko je Kolumb prinesel živino, semena in kmetijsko opremo. Prva naselbina La Navidad, groba utrdba, zgrajena na njegovem prvem potovanju leta 1492, je bila zapuščena, ko se je vrnil leta 1493. Nato je ustanovil naselbino La Isabela na otoku, ki so ga poimenovali Hispaniola (danes razdeljen na Haiti in Dominikansko republiko).
Špansko raziskovanje drugih otokov v Karibih in tistega, kar se je izkazalo za celinsko Južno in Srednjo Ameriko, jih je zaposlovalo več kot dve desetletji. Kolumb je kroni obljubil, da ima regija, ki jo zdaj nadzoruje, ogromen zaklad v obliki zlata in začimb. Španski naseljenci so sprva našli razmeroma gosto populacijo avtohtonih ljudstev, ki so bili poljedelci, ki so živeli v vaseh, ki so jim vladali voditelji, ki niso bili del večjega integriranega političnega sistema. Španci so to populacijo videli kot vir delovne sile, tam za njihovo izkoriščanje, za oskrbo lastnih naselbin s hrano, toda, kar je za Špance še pomembneje, za pridobivanje rudnega bogastva ali proizvodnjo drugega dragocenega blaga za špansko obogatitev. Delo gosto naseljenih prebivalcev Taínosa je bilo dodeljeno kot nepovratna sredstva španskim naseljencem v instituciji, znani kot encomienda, kjer so bile določene avtohtone naselbine dodeljene posameznim Špancem. Na zgodnjih otokih so našli površinsko zlato in imetniki encomiend so domorodce prisilili k kopanju zanj. Za vse praktične namene je bilo to suženjstvo. Kraljica Izabela je končala formalno suženjstvo in razglasila domorodce za vazale krone, vendar so se Španci nadaljevali z izkoriščanjem domorodne delovne sile. Prebivalstvo Taíno na Hispanioli je štelo od sto tisoč do milijon – ocene znanstvenikov se zelo razlikujejo – toda sredi 1490-ih so bili praktično izbrisani. Bolezni in prekomerno delo, motnje družinskega življenja in kmetijski cikel (ki so povzročili hudo pomanjkanje hrane od njih odvisnih Špancev) so hitro zdesetkali staroselsko prebivalstvo. S španskega vidika sta bila ogrožena njihov vir delovne sile in sposobnost preživetja lastnih naselbin. Po propadu populacije Taino na Hispanioli so Španci začeli napadati avtohtone naselbine na bližnjih otokih, vključno s Kubo, Portorikom in Jamajko, da bi zasužnjili to populacijo, kar je ponovilo demografsko katastrofo tudi tam. Imeni dveh domorodnih voditeljev (caciques), ki sta se uprla španski kolonizaciji, Enriquillo in Hatuey v Dominikanski republiki (Hispaniola), sta postali pomembni.
Dominikanski pater Antonio de Montesinos je obsodil špansko krutost in zlorabo v pridigi leta 1511, ki je prišla do nas v spisih dominikanskega patra Bartoloméja de las Casasa. Leta 1542 je dominikanski pater Bartolomé de Las Casas napisal obsojajočo pripoved o tej demografski katastrofi, Kratko poročilo o uničenju Indije. Hitro je bila prevedena v angleščino in postala je osnova za protišpanske spise, ki so skupaj znani kot Črna legenda. Las Casas je svoje dolgo življenje poskušal braniti avtohtono prebivalstvo in pridobiti špansko krono za vzpostavitev zaščite zanje, kar je najbolj vidno vidno v uveljavitvi novih zakonov iz leta 1542, ki so Špancem omejevali dedovanje encomiend.
Prvim raziskovanjem celine, ki so jih opravili Španci, je sledila faza celinskih ekspedicij in osvajanj. Leta 1500 je bilo ustanovljeno mesto Nueva Cádiz na otoku Cubagua v Venezueli, čemur je Alonso de Ojeda ustanovil Santa Cruz na današnjem polotoku Guajira. Cumaná v Venezueli je bila prva stalna naselbina, ki so jo leta 1501 ustanovili Evropejci v celinski Ameriki, frančiškanski bratje, vendar so jo morali zaradi uspešnih napadov domorodnih prebivalcev večkrat na novo ustanoviti, dokler ni ustanovil Diego Hernández de Serpa leta 1569. Španci so leta 1509 ustanovili San Sebastián de Uraba, vendar so ga v enem letu opustili. Obstajajo posredni dokazi, da je bila prva stalna španska celinska naselbina v Ameriki Santa María la Antigua del Darién.
Španci so preživeli več kot 25 let na Karibih, kjer so se njihovi začetni veliki upi o bleščečem bogastvu umaknili nadaljnjemu izkoriščanju izginjajočega domorodnega prebivalstva, izčrpanju lokalnih rudnikov zlata, začetku gojenja trsnega sladkorja kot izvoznega proizvoda in prisilnemu preseljevanju zasužnjenih Afričanov kot delovne sile. Španci so z ekspedicijami še naprej širili svojo prisotnost v cirkum-karibski regiji. Eno je opravil Francisco Hernández de Córdoba leta 1517, drugo Juan de Grijalva leta 1518, kar je prineslo obetavne novice o možnostih.
Tudi do sredine 1510-ih so bili zahodni Karibi v veliki meri neraziskani s strani Špancev. Hernán Cortés, naseljenec na Kubi z dobrimi povezavami, je leta 1519 prejel pooblastilo kubanskega guvernerja za ustanovitev ekspedicije, namenjene samo raziskovanju te skrajne zahodne regije. Ta odprava naj bi se zapisala v svetovno zgodovino. Karibski otoki so postali manj osrednji za špansko čezmorsko kolonizacijo, vendar so ostali pomembni s strateškega in gospodarskega vidika, zlasti otoka Kuba in Hispaniola. Manjše otoke, ki si jih je lastila Španija, so izgubili Angleži in Nizozemci, pri čemer je Francija zavzela polovico Hispaniole in ustanovila kolonijo za proizvodnjo sladkorja St-Domingue, zavzela pa je tudi druge otoke.

### Mehika
Šele s špansko ekspanzijo v sodobno Mehiko je španskim raziskovalcem uspelo najti bogastvo v obsegu, ki so ga pričakovali. Za razliko od španske ekspanzije na Karibih, ki je vključevala omejen oborožen boj in včasih sodelovanje domorodnih zaveznikov, je bilo osvajanje osrednje Mehike dolgotrajno in je zahtevalo domorodne zaveznike, ki so se odločili sodelovati za lastne namene. Osvajanje Azteškega imperija je vključevalo skupne napore vojsk številnih avtohtonih zaveznikov, ki jih je vodila majhna španska sila konkvistadorjev. Azteki niso vladali imperiju v običajnem smislu, ampak so bili hegemoni konfederacije desetin mestnih držav, plemen in drugih politik; status vsakega se je razlikoval od ostro podjarmljenega do tesno povezanega. Španci so prepričali voditelje azteških vazalov in Tlaxcalo (mestno državo, ki je Azteki nikoli niso osvojili), da se z njimi povežejo proti Aztekom. S takimi metodami so Španci zbrali ogromno sil na tisoče, morda več deset tisoč domorodnih bojevnikov. Zapisi o osvajanju osrednje Mehike vključujejo poročila vodje ekspedicije Hernána Cortésa, Bernala Díaza del Castilla in drugih španskih konkvistadorjev, avtohtonih zaveznikov iz mestnih držav altepetl Tlaxcala, Texcoco in Huexotzinco. Poleg tega so poročila staroselcev pisali poraženci iz azteške prestolnice Tenochtitlan, kar je primer zgodovine, ki so jo pisali drugi in ne zmagovalci.
Cortésovo ujetje azteškega vladarja Moctezume II. ni bila briljantna poteza , temveč je izhajala iz igre, ki so jo Španci razvili v svojem obdobju na Karibih. Sestava ekspedicije je bila standardna, z višjim vodjo in sodelujočimi moškimi, ki so vlagali v podjetje s polnim pričakovanjem nagrad, če ne izgubijo življenja. Cortésovo iskanje avtohtonih zaveznikov je bila tipična taktika vojskovanja: deli in vladaj. Toda avtohtoni zavezniki so lahko veliko pridobili, ko so opustili azteško vladavino. Za španske zaveznike Tlaxcalan je njihova ključna podpora prinesla trajno politično zapuščino v moderni dobi, mehiško zvezno državo Tlaxcala.
Osvajanje osrednje Mehike je sprožilo nadaljnja španska osvajanja, ki so sledila vzorcu osvojenih in utrjenih regij, ki so bile izhodišče za nadaljnje odprave. Te so pogosto vodili sekundarni voditelji, kot je Pedro de Alvarado. Kasnejša osvajanja v Mehiki so bila dolgotrajni pohodi z manj takojšnjimi rezultati kot osvajanje Azteškega imperija. Špansko osvajanje Jukatana, špansko osvajanje Gvatemale, osvajanje Purépecha v Michoacanu, vojna na zahodu Mehike in vojna Chichimeca v severni Mehiki so razširile španski nadzor nad ozemljem in avtohtonim prebivalstvom, ki se je raztezalo na tisoče kilometrov. Šele z osvajanjem Inkovskega imperija, ki je uporabljalo podobno taktiko in se je začelo leta 1532, se osvajanje Aztekov ni primerjalo po obsegu ozemlja ali zakladov.

### Peru
Leta 1532 je v bitki pri Cajamarci skupina Špancev pod poveljstvom Francisca Pizarra in njihovih domorodnih indijanskih pomožnih enot, domorodnih zaveznikov, napadla in ujela vladarja Inkovskega imperija Atahualpo. To je bil prvi korak v dolgi kampanji, ki je trajala desetletja bojev za podreditev najmogočnejšega imperija v Ameriki. V naslednjih letih je Španija razširila svojo oblast nad imperijem inkovske civilizacije.
Španci so izkoristili nedavno državljansko vojno med frakcijama obeh bratov Atahualpe in Huáscarja ter sovraštvo domorodnih narodov, ki so si jih Inki podredili, kot so Huanca, Chachapoyas in Cañari. V naslednjih letih so konkvistadorji in domorodni zavezniki razširili nadzor nad širšo regijo Andov. Podkraljevstvo Peru je bilo ustanovljeno leta 1542. Zadnjo inkovsko trdnjavo so Španci osvojili leta 1572.
Peru je bil zadnje ozemlje na celini pod špansko oblastjo, ki se je končala 9. decembra 1824 v bitki pri Ayacuchu (španska oblast se je nadaljevala do leta 1898 na Kubi in v Portoriku).

### Čile
[Čile] ima štiri zimske mesece, ne več, in v njih, razen ko je četrt lune, ko en ali dva dni dežuje, vse druge dni ima tako lepo sonce ...—  Prvo ročno pismo Pedra de Valdivia cesarju Karlu V.
Čile so raziskovali Španci s sedežem v Peruju, kjer sta se Špancem zdela privlačna rodovitna prst in milo podnebje. Ljudstvo Mapuči v Čilu, ki so ga Španci imenovali Araucanians, se je ostro uprlo. Španci so leta 1541 res ustanovili naselje Čile, ki ga je ustanovil Pedro de Valdivia.
Kolonizacija Špancev proti jugu v Čilu se je ustavila po osvojitvi arhipelaga Chiloé leta 1567. To naj bi bila posledica vse bolj ostrega podnebja na jugu in pomanjkanja naseljenega in stalnega domorodnega prebivalstva, ki bi se naselilo med Španci v fjordih in kanalih Patagonije. Južno od reke Bío-Bío so Mapuči uspešno zaustavili kolonizacijo z uničenjem sedmih mest v letih 1599–1604. Ta zmaga Mapučev je postavila temelje za vzpostavitev špansko-mapuške meje, imenovane La Frontera. Znotraj te meje je mesto Concepción prevzelo vlogo 'vojaške prestolnice' Čila pod špansko oblastjo. S sovražnim avtohtonim prebivalstvom, brez očitnih rudnih ali drugih virov, ki bi jih bilo mogoče izkoriščati, in z majhno strateško vrednostjo je bil Čile obrobno območje kolonialne Španske Amerike, geografsko obrobljeno z Andi na vzhodu, Tihim oceanom na zahodu in avtohtonim prebivalstvom na jugu.

### Nova Granada
Med letoma 1537 in 1543 je šest španskih odprav vstopilo v visokogorsko Kolumbijo, osvojilo konfederacijo Muisca in ustanovilo Novo kraljestvo Granada (špansko Nuevo Reino de Granada). Gonzalo Jiménez de Quesada je bil vodilni konkvistador z bratom Hernánom kot drugim poveljnikom. Upravljal ga je predsednik Audiencie iz Bogote in je obsegal območje, ki ustreza predvsem današnji Kolumbiji in delom Venezuele. Konkvistadorji so ga prvotno organizirali kot generalno kapitanijo v podkraljevstvu Peru. Krona je ustanovila audiencio leta 1549. Nazadnje je kraljestvo postalo del podkraljevstva Nove Granade najprej leta 1717 in za stalno leta 1739. Po več poskusih ustanovitve neodvisnih držav v 1810-ih sta kraljestvo in podkraljevstvo v celoti prenehala obstajati v 1819 z ustanovitvijo Velike Kolumbije.

### Venezuela
Venezuelo so Evropejci prvič obiskali v 1490-ih letih, ko je regijo nadzoroval Kolumb, regija pa je bila vir domorodnih sužnjev za Špance na Kubi in Hispanioli, od španskega uničenja lokalnega domorodnega prebivalstva. Bilo je malo stalnih naselij, vendar so Španci naselili obalna otoka Cubagua in Margarita, da bi izkoriščali biserna ležišča. Zgodovina zahodne Venezuele je leta 1528 ubrala netipično smer, ko je prvi španski habsburški monarh Karel V. podelil pravice do kolonizacije nemški bančni družini Welsers. Karel je želel biti izvoljen za cesarja Svetega rimskega cesarstva in je bil pripravljen plačati vse, kar je bilo potrebno, da bi to dosegel. Postal je globoko zadolžen pri nemških bančnih družinah Welser in Fugger. Da bi poplačal svoje dolgove do Welserjev, jim je podelil pravico do koloniziranja in izkoriščanja zahodne Venezuele, s tem da so ustanovili dve mesti s po 300 naseljenci in zgradili utrdbe. Leta 1528 so ustanovili kolonijo Klein-Venedig. Ustanovili so mesti Coro in Maracaibo. Bili so agresivni, da bi se njihova naložba povrnila, odtujili so tako domorodno prebivalstvo kot Špance. Karel je leta 1545 preklical podelitev in s tem končal epizodo nemške kolonizacije.

### Río de la Plata in Paragvaj
Argentina ni bila osvojena ali kasneje izkoriščena tako kot osrednja Mehika ali Peru, saj je bilo domorodno prebivalstvo redko in ni bilo plemenitih kovin ali drugih dragocenih virov. Čeprav je danes Buenos Aires ob izlivu reke Río de la Plata velika metropola, za Špance ni bilo zanimivo, naselbina v letih 1535–36 pa je propadla in je bila opuščena do leta 1541. Pedro de Mendoza in Domingo Martínez de Irala, ki sta vodila prvotno ekspedicijo, odšla v notranjost in ustanovila Asunción v Paragvaju, ki je postal špansko oporišče. Drugo (in stalno) naselbino je leta 1580 ustanovil Juan de Garay, ki je prispel z jadranjem po reki Paraná iz Asuncióna, današnje prestolnice Paragvaja. Raziskovanje iz Peruja je privedlo do ustanovitve Tucumána v današnji severozahodni Argentini.

### Združene države
Velik del današnjega juga Združenih držav si je prisvojila Španija, del pa so Španci vsaj raziskali v zgodnjih 16. stoletjih in ustanovili nekaj stalnih naselbin. Španski raziskovalci so zahtevali zemljo za krono v današnjih zveznih državah Alabama, Arizona, Karolina, Kolorado, Florida, Georgia, Misisipi, Nova Mehika, Teksas in Kalifornija. Portoriko so v tem obdobju kolonizirali tudi Španci, kar je povzročilo najzgodnejši stik med Afričani in tistim, kar je kasneje postalo Združene države (prek svobodnega temnopoltega konkvistadorja Juana Garrida). Svobodni in zasužnjeni Afričani so bili značilnost Nove Španije v celotnem kolonialnem obdobju.
Eden od kolonistov, ki je osvojil Portoriko, Juan Ponce de León, se običajno pripisuje zaslugi, da je bil prvi Evropejec, ki je leta 1513 opazil Florido. Zaradi političnih razlogov je Španija včasih trdila, da je La Florida vsa severnoameriška celina. Vendar se je ime običajno uporabljalo za sam polotok, pa tudi za zalivsko obalo, Georgio, Karolino in južno Virginijo. Leta 1521 je bil Ponce de Leon ubit, medtem ko je poskušal ustanoviti naselbino v bližini današnjega pristanišča Charlotte Harbor na Floridi. Še en neuspešen poskus je izvedel Lucas Vázquez de Ayllón, ki je leta 1526 s približno 500 kolonisti ustanovil naselje San Miguel de Gualdape v današnji Južni Karolini.
Jeseni 1528 je španski raziskovalec Álvar Núñez Cabeza de Vaca pristal na današnjem Folletovem otoku v Teksasu. Leta 1565 je Španija ustanovila naselbino v St. Augustinu na Floridi, ki je na tak ali drugačen način obstala vse do modernih časov. Stalne španske naselbine so bile ustanovljene v Novi Mehiki od leta 1598, leta 1610 pa je bil ustanovljen Santa Fe.

### Konec obdobja raziskovanja
Spektakularna osvajanja osrednje Mehike (1519–1521) in Peruja (1532) so v Špancih vzbudila upanje, da bodo našli še eno visoko civilizacijo. Ekspedicije so se nadaljevale v 1540-ih, regionalne prestolnice pa so bile ustanovljene v 1550-ih. Med najopaznejšimi odpravami so Hernando de Soto v jugovzhod Severne Amerike, ki je odšel s Kube (1539–1542); Francisco Vázquez de Coronado v severno Mehiko (1540–1542) in Gonzalo Pizarro v Amazonijo, ki je odšel iz Quita v Ekvadorju (1541–1542). Leta 1561 je Pedro de Ursúa vodil odpravo približno 370 Špancev (vključno z ženskami in otroki) v Amazonijo, da bi iskali El Dorado. Zdaj je veliko bolj znan Lope de Aguirre, ki je vodil upor proti Ursúi, ki je bila umorjena. Aguirre je nato napisal pismo Filipu II., v katerem se je bridko pritoževal nad ravnanjem z osvajalci, kot je bil sam, po uveljavitvi kronskega nadzora nad Perujem. Prejšnjo odpravo, ki je odšla leta 1527, je vodil Pánfilo Naváez, ki je bil zgodaj ubit. Preživeli so še naprej potovali med domorodnimi skupinami na severnoameriškem jugu in jugozahodu do leta 1536. Álvar Núñez Cabeza de Vaca je bil eden od štirih preživelih te odprave, ki je o njej napisal poročilo. Krona ga je pozneje poslala v Asunción v Paragvaj, da bi bil tam adelantado. Odprave so nadaljevale z raziskovanjem ozemelj v upanju, da bodo našle drug imperij Aztekov ali Inkov, vendar brez nadaljnjega uspeha. Francisco de Ibarra je vodil ekspedicijo iz Zacatecasa v severni Novi Španiji in ustanovil Durango. Juan de Oñate, ki ga včasih imenujejo 'zadnji konkvistador', je razširil špansko suverenost nad današnjo Novo Mehiko. Tako kot prejšnji konkvistadorji se je Oñate ukvarjal z razširjenimi zlorabami indijanskega prebivalstva. Kmalu po ustanovitvi Santa Feja so španske oblasti Oñateja odpoklicale v Ciudad de Mexico. Kasneje so mu sodili in ga obsodili zaradi krutosti do domorodcev in kolonistov ter dosmrtno izgnali iz Nove Mehike.

### Ustanovitev zgodnjih naselbin
Španci so ustanovili mesta na Karibih, na Hispanioli in Kubi, po vzorcu, ki je postal prostorsko podoben po vsej Španski Ameriki. Osrednji trg je imel na štirih straneh najpomembnejše stavbe, zlasti stavbe za kraljeve uradnike in glavno cerkev. Vzorec šahovnice se je širil navzven. Najbližje glavnemu trgu so bile rezidence uradnikov in elite. Ko so bili na celini, kjer je bilo v mestnih naseljih gosto naseljeno domorodno prebivalstvo, so lahko Španci na istem mestu zgradili špansko naselje, katerega ustanovitev je bila takrat, ko se je to zgodilo. Pogosto so postavili cerkev na mestu staroselskega templja. Posnemali so obstoječo avtohtono mrežo naselij, a dodali pristaniško mesto. Špansko omrežje je potrebovalo pristaniško mesto, da bi lahko bila naselja v notranjosti po morju povezana s Španijo. V Mehiki so Hernán Cortés in možje njegove ekspedicije leta 1519 ustanovili pristaniško mesto Veracruz in se imenovali mestni svetniki, da bi se znebili oblasti guvernerja Kube, ki ni dovolil osvajalske ekspedicije. Ko je bil Azteški imperij strmoglavljen, so na ruševinah azteške prestolnice ustanovili Ciudad de Mexico. Njihovo osrednje uradno in ceremonialno območje je bilo zgrajeno na vrhu azteških palač in templjev. V Peruju so Španci ustanovili mesto Lima kot svojo prestolnico in njeno bližnje pristanišče Callao, namesto visokogorskega mesta Cuzco, središča vladavine Inkov. Španci so na območjih, ki so jih osvojili in nadzorovali, vzpostavili mrežo naselij. Med pomembnimi so Santiago de Guatemala (1524); Puebla de Zaragoza (1531); Querétaro (ok. 1531); Guadalajara (1531–42); Valladolid (zdaj Morelia), (1529–41); Antequera (danes Oaxaca (1525–29); Campeche (1541); in Mérida. V južni Srednji in Južni Ameriki so bile naselbine ustanovljene v Panami (1519); León, Nikaragva (1524); Cartagena (1532); Piura (1532) ; Quito (1534); Trujillo (1535); Cali (1537) Bogotá (1538); Cuzco 1534); Lima (1535); Tunja, (1539); Huamanga (1539); Arequipa (1540); Santiago de Chile (1544) in Concepción, Čile (1550). Z juga so se naselili Buenos Aires (1536, 1580); Asunción (1537); Potosí (1545); La Paz, Bolivija (1548); in Tucumán (1553).

### Ekološka osvajanja in demografska katastrofa
Kolumbijska borza je bila tako pomembna kot spopad civilizacij. Verjetno najpomembnejši vnos so bile bolezni, ki so jih prinesle v Ameriko in so v vrsti epidemij uničile domorodno prebivalstvo. Izguba domorodnega prebivalstva je imela neposreden vpliv tudi na Špance, saj so to prebivalstvo vedno bolj videli kot vir lastnega bogastva, ki je izginjalo pred njihovimi očmi.
V prve naselbine na Karibih so Španci namerno pripeljali živali in rastline, ki so spremenile ekološko krajino. Prašiči, govedo, ovce, koze in kokoši so Špancem omogočili prehrano, ki so jo poznali. Toda uvoz konj je spremenil vojskovanje tako za Špance kot za domorodce. Kjer so imeli Španci v vojskovanju izključno dostop do konjev, so imeli prednost pred domorodnimi bojevniki peš. Sprva so bili redko blago, vendar je konjereja postala aktivna panoga. Konje, ki so ušli španski kontroli, so ujeli domorodci; veliko domorodcev je tudi plenilo po konje. Domorodni bojevniki na konjenikih so bili pomembni sovražniki Špancev. Chichimeca v severni Mehiki, Komanči na severu Velikih nižav in Mapuču v južnem Čilu ter pampah v Argentini so se upirali španskemu osvajanju. Špancem so divji Chichimecas prepovedali izkoriščanje rudarskih virov v severni Mehiki. Španci so vodili petdesetletno vojno (približno 1550–1600), da bi jih pokorili, vendar je bil mir dosežen le tako, da so Španci dali znatne donacije hrane in drugih dobrin, ki so jih zahtevali Chichimeci. V južnem Čilu in pampah so Araucanians (Mapuči) preprečili nadaljnjo širitev Španije. Podoba konjenikov Araucanians, ki ujamejo in odpeljejo bele ženske, je bila utelešenje španskih idej o civilizaciji in barbarstvu.
Govedo se je hitro množilo na območjih, kjer je le malo drugega lahko prineslo dobiček Špancem, vključno s severno Mehiko in argentinskimi pampami. Uvedba ovčereje je bila ekološka katastrofa v krajih, kjer so jih gojili v velikem številu, saj so do tal pojedle rastlinje in onemogočile regeneracijo rastlin.
Španci so prinesli nove pridelke za gojenje. Dali so prednost gojenju pšenice kot domačim virom ogljikovih hidratov: kasavi, koruzi in krompirju, sprva so uvažali semena iz Evrope in sadili na območjih, kjer je bilo mogoče uporabiti poljedelstvo s plugom, kot je mehiški Bajío. Uvažali so tudi trsni sladkor, ki je bil v zgodnji Španski Ameriki zelo cenjen pridelek. Španci so uvažali tudi drevesa citrusov in postavili sadovnjake pomaranč, limon, limet in grenivk. Drugi uvoz so bile med drugim fige, marelice, češnje, hruške in breskve. Menjava ni šla enosmerno. Pomembni avtohtoni poljščini, ki sta preoblikovali Evropo, sta bila krompir in koruza, ki sta obrodila obilne pridelke, zaradi česar se je prebivalstvo v Evropi razširilo. Čokolado in vanilijo so gojili v Mehiki in izvažali v Evropo. Med živili, ki so postala glavna živila v evropski kuhinji in jih je bilo mogoče gojiti, so bili paradižnik, buče, paprika, indijski oreščki, pekan orehi in arašidi.

## V popularni kulturi
V 20. stoletju so bili posneti številni filmi, ki prikazujejo življenje Krištofa Kolumba. V enem iz leta 1949 igra Fredric March kot Kolumb. Z obeležitvijo (in kritiko) Kolumba leta 1992 se je pojavilo več kinematografskih in televizijskih upodobitev tega obdobja, vključno s TV miniserijo z Gabrielom Byrnom kot Kolumbom. Krištof Kolumb: Odkritje (1992) ima Georgesa Corrofacea kot Kolumba z Marlonom Brandom kot Tomásom de Torquemado in Tomom Selleckom kot kraljem Ferdinandom ter Rachel Ward kot kraljico Izabelo. 1492: Osvojitev raja igrata Gérard Depardieu kot Kolumb in Sigourney Weaver kot kraljica Isabel. Film Even the Rain iz leta 2010 z Gaelom Garcío Bernalom v glavni vlogi je postavljen v sodobno Cochabambo v Boliviji med vojno v Cochabambi za vodo in sledi filmski ekipi, ki snema kontroverzno Kolumbovo življenje. Film, posnet v Boliviji iz leta 1995, je na nek način podoben filmu Tudi dež je  Slišati petje ptic, s sodobno filmsko ekipo, ki gre v staroselsko naselbino, da bi posnela film o španski osvojitvi in na koncu ponovila vidike osvajanja.
Mehiška TV-miniserija Hernán z osmimi epizodami za osvajanje Mehike iz leta 2019 prikazuje osvajanje Mehike. Druge pomembne zgodovinske osebnosti v produkciji so Malinche, Cortésov kulturni prevajalec, in drugi osvajalci Pedro de Alvarado, Cristóbal de Olid, Bernal Díaz del Castillo. Domorodne strani prikazujejo Xicotencatl, vodja španskih zaveznikov Tlaxcalan, in azteška cesarja Moctezuma II. in Cuitláhuac. Zgodba o Doñi Marini, znani tudi kot Malinche, je bila leta 2018 predmet mehiške TV miniserije. Glavna produkcija v Mehiki je bil film The Other Conquest iz leta 1998, ki se osredotoča na Nahua v obdobju po osvojitvi in evangelizacijo osrednje Mehike.
Epsko potovanje Álvarja Núñeza Cabeze de Vaca je bilo prikazano v dolgometražnem mehiškem filmu Cabeza de Vaca iz leta 1991. Podobno epsko in mračno potovanje Lopeja de Aguirreja je Werner Herzog posnel v filmu Aguirre, božja jeza (1972), v katerem igra Klaus Kinski.
Misija je bil film iz leta 1996, ki idealizira jezuitski misijon pri Guaraníju na ozemlju, ki si ga prisvajata Španija in Portugalska. V filmu so igrali Robert De Niro, Jeremy Irons in Liam Neeson in prejel je oskarja.
Življenje mehiške nune iz 17. stoletja Sor Juane Inés de la Cruz, znane že v času svojega življenja, je bilo prikazano v argentinskem filmu iz leta 1990 Jaz, najslabša od vseh in v TV miniseriji Juana Inés. Mehiški prevarant iz 17. stoletja Martín Garatuza je bil tema romana mehiškega politika in pisatelja Vicenteja Rive Palacia iz poznega 19. stoletja. V 20. stoletju je bilo Garatuzino življenje predmet filma iz leta 1935 in telenovele iz leta 1986, Martín Garatuza.
Za obdobje neodvisnosti je bolivijski film iz leta 2016 o voditeljici neodvisnosti Mesticev Juani Azurduy de Padilla del nedavnega priznanja njene vloge pri neodvisnosti Argentine in Bolivije.